# James W. Christy
James Walter Christy (1938–) amerikai csillagász.
A United States Naval Observatory-ban dolgozva fedezte fel 1978-ban, hogy a Plutonak holdja van, melyet Charonnak nevezett el az alvilág révészéről. A névadásban szerepet játszott, hogy feleségének a neve Charlene.
A felfedezést a Plútó egy kinagyított képének gondos vizsgálatával tette, és észrevette, hogy a Plútón egy egész kicsi dudor van. Több egymást követő napon vizsgálva az újabb képeket meggyőzte magát, hogy egy hold okozza a kidudorodást. A fotólemezek vizsgálata elég meggyőzőnek tekintették, de mégsem teljesen meggyőzőnek, emiatt a megállapított pálya alapján egy sor fedést megjósoltak és megfigyeltek, mely megerősítette a hold létezését.
Olyan modern távcsövek által készített felvételeken, mint amilyen a Hubble űrtávcső és adaptív optikát használó földi távcsövek, könnyedén elkülöníthető a Plútó és a Charon.